# Schreinmadonna

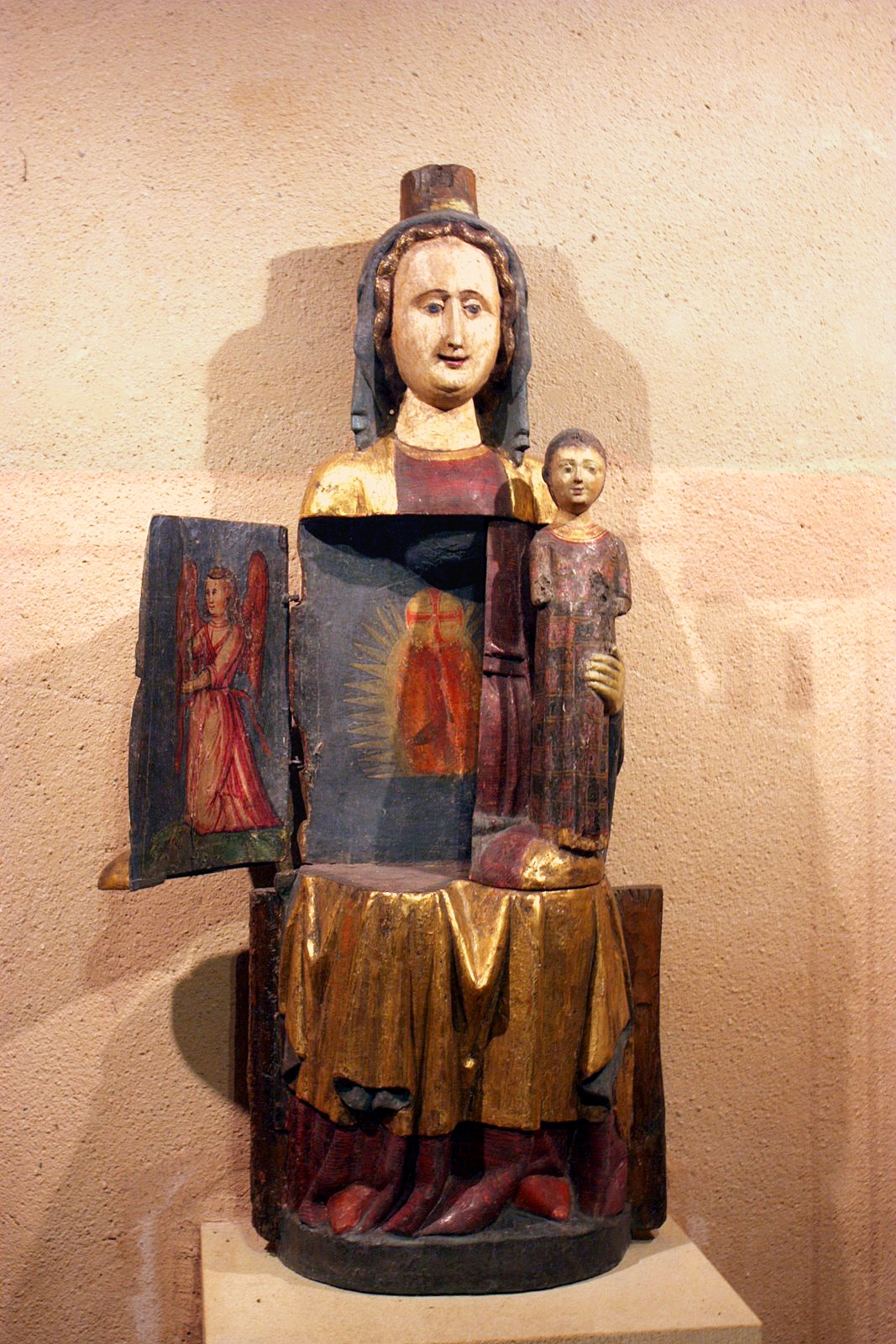
Schreinmadonna von Eguisheim, rheinisch, 14. Jahrhundert

Als Schreinmadonna (frz.: Vierge ouvrante) bezeichnet man mittelalterliche hölzerne Marien-Skulpturen, die sich aufklappen lassen und die in ihrem Innern figürliche Darstellungen (z. B. Gnadenstuhl) bergen. Der Ursprung des Typus ist unklar (Frankreich oder Ostelbien). Eine nicht erhaltene Sonderform waren die „Vierges tabernacles“ zur Aufbewahrung einer konsekrierten Hostie.